# Pont-de-Ruan
Pont-de-Ruan ist eine französische Gemeinde mit 1214 Einwohnern (Stand: 1. Januar 2022) im Département Indre-et-Loire in der Region Centre-Val de Loire; sie gehört zum Arrondissement Tours und zum Kanton Monts. Die Einwohner werden Ruanopontins genannt.

## Geographie
Pont-de-Ruan liegt am Fluss Indre, etwa 20 Kilometer südwestlich von Tours. Umgeben wird Pont-de-Ruan von den Nachbargemeinden Druye im Norden und Nordwesten, Artannes-sur-Indre im Osten und Nordosten, Thilouze im Süden sowie Saché im Westen und Südwesten. 

## Bevölkerungsentwicklung
| Jahr      | 1962 | 1968 | 1975 | 1982 | 1990 | 1999 | 2006 | 2012 | 2018 |
| Einwohner | 302  | 308  | 425  | 510  | 536  | 593  | 772  | 939  | 1202 |

## Sehenswürdigkeiten
- Priorei Notre-Dame de Relay, Monument historique
- mittelalterliche Brücke und Waschhaus
- Mühlen
- Schloss Méré aus dem 18. Jahrhundert

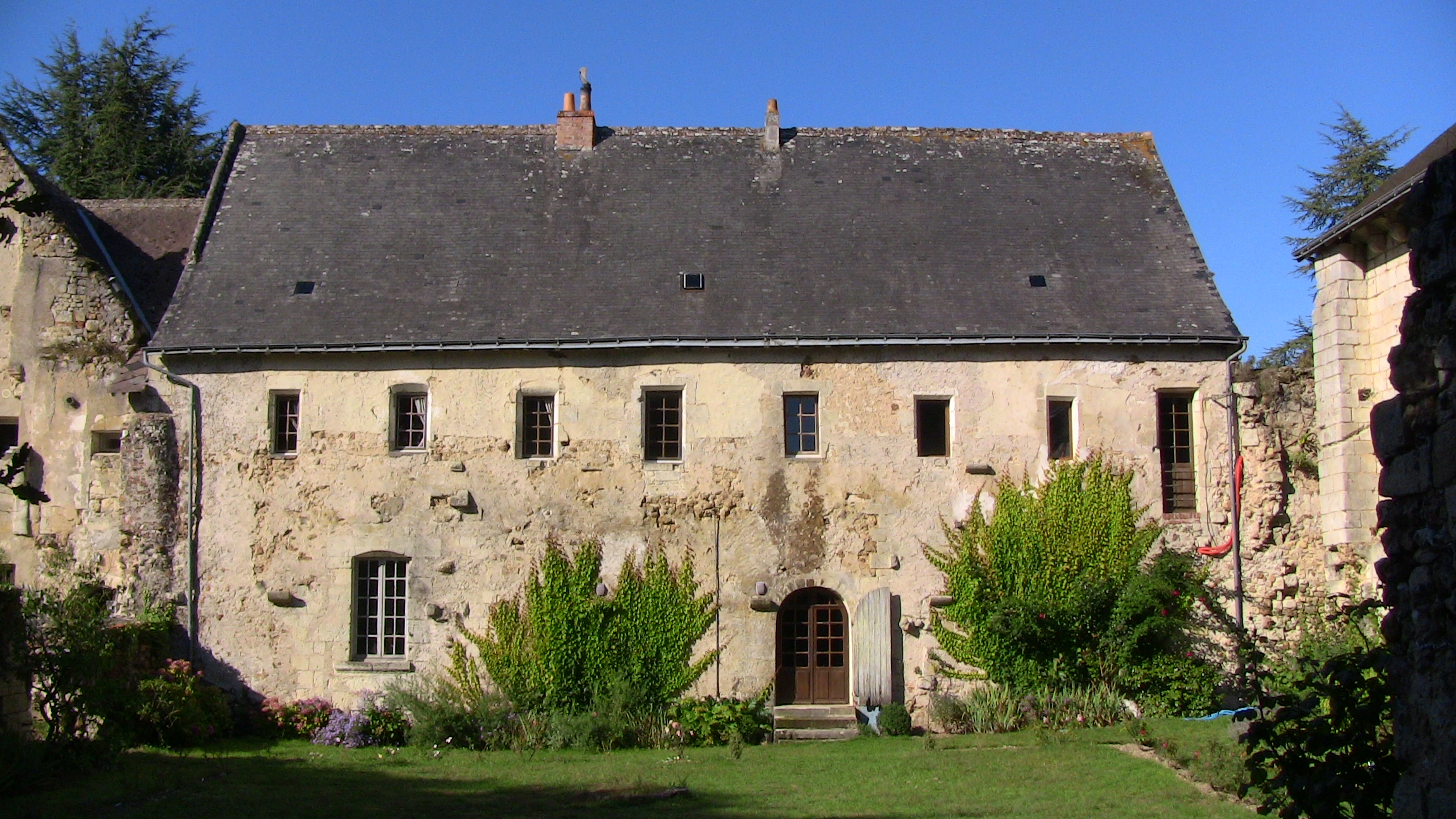
Priorat Notre-Dame de Relay